# Wągniki (powiat kętrzyński)
Wągniki (Wangnik – nazwa używana przez ludność miejscową, dawna nazwa niem. – Wangnick) – przysiółek w Polsce, położony w województwie warmińsko-mazurskim, w powiecie kętrzyńskim, w gminie Korsze. W latach 1975–1998 miejscowość administracyjnie należała do województwa olsztyńskiego.
W miejscowości znajdował się pałac wraz z budynkami gospodarczymi, część budynków zachowała się, pałac natomiast nie. Pozostałości jego ruin znajdują się po prawej stronie przy wjeździe do miejscowości, od strony skrzyżowania Sątoczno-Krelikiejmy. Przez miejscowość prowadziła najkrótsza droga gruntowa poprzez Wiklewo – Parys PKP do Korsz.
W sąsiedztwie wsi, na rzece Guber znajduje się jaz, jako część urządzeń melioracyjnych, służących nawadnianiu okolicznych łąk. Jaz obecnie nie jest użytkowany (częściowo zdewastowany). W pobliżu jazu, nieco w górę nurtu rzeki Guber, znajdował się drewniany most oraz miejscowość o niemieckiej nazwie Stallen, potocznie nazywana przez ludność miejscową Staliniec. Zarówno most jak i miejscowość obecnie nie istnieją. Poprzez wieś Staliniec prowadziła najkrótsza droga z Wangnika do miejscowości Drogosze PKP.

## Ochrona przyrody
Teren przysiółka i okolic jest częścią obszaru Natura 2000, a mianowicie obszaru specjalnej ochrony ptaków Ostoja Warmińska. Jest to także teren wchodzący w skład Obszaru Chronionego Krajobrazu Doliny Rzeki Guber.